# Davor Mladina
Davor Mladina (Spalato, 26 novembre 1959) è un allenatore di calcio ed ex calciatore croato, di ruolo centrocampista, tecnico del Dubrava.

## Carriera

### Allenatore
Il 3 maggio 2006 vince con l'Orašje, dopo aver superato il Široki Brijeg in finale, la prima Coppa della Bosnia ed Erzegovina della storia dei Labudovi.
Il 23 agosto 2021 torna per la sesta volta alla guida del neopromosso Hrvatski Dragovoljac, succedendo così il posto da Miroslav Kuljanac. Dopo aver guidato i Crni in 1.HNL per quattordici giornate, di cui una sola vittoria e quattro pareggi, il 14 gennaio 2022 viene sostituito da tale incarico da Dragan Tadić.
Il 5 ottobre 2022 prende le redini del Rudeš militante in 1.NL. Debutta con i Rudešani tre giorni dopo in occasione del match casalingo pareggiato 2-2 contro il Vukovar. L'8 novembre seguente elimina l'Istria 1961 (2-1), militante in HNL, dagli ottavi di Coppa di Croazia. Il 5 giugno 2023, dove aver ottenuto la promozione in HNL, il tecnico annuncia la separazione dal club allo scadere del contratto.
Il 29 settembre seguente succede a Boris Pavić la panchina del Dugopolje militante in 1.NL per poi, il 6 dicembre dello stesso anno, rescindere consensualmente il contratto con il Dugopolje e fare il suo ritorno sulla panchina del Rudeš subentrando a Ivan Mijač.

## Palmarès

### Allenatore

#### Competizioni nazionali
- Coppa della Bosnia ed Erzegovina: 1

Orašje: 2005-2006
- Prva nogometna liga: 1

Rudeš: 2022-2023